# Amorphoscelis subnigra
Amorphoscelis subnigra es una especie de mantis de la familia Amorphoscelidae.

## Distribución geográfica
Se encuentra en Borneo.